# Севрюга
Севрюга (лат. Acipenser stellatus) — рыба семейства осетровых. Обитает в бассейнах Каспийского, Чёрного и Азовского морей. Встречаются на глубине до 100 м. Максимальная зарегистрированная длина 220 см, а масса 80 кг. В прошлом ценная промысловая рыба, с начала 2000-х годов вылов севрюги в России запрещен из-за перепромысла и резкого сокращения численности. Объект аквакультуры (осетроводства).

## Этимология
Наименование является тюркизмом (см. тат. söyrök — то же), в свою очередь восходящим к *söwrük — острый, что, видимо, связано с характерной формой морды данной рыбы. В русском языке впервые отмечается у Герберштейна в форме «севрига» в 1526 г., в современном виде — в 1625 г.

## Ареал
Распространена в бассейнах Каспийского, Чёрного и Азовского морей. Единично встречается в Адриатическом море, Эгейском море (входит в р. Марицу). С 1933 г. каспийскую севрюгу начали вселять в Аральское море, однако, натурализации не произошло. Из Северного Каспия входит в Волгу, но высоко не поднималась (были случаи поимки севрюги у Рыбинска). Основные нерестилища были расположены до Волгограда; до постройки плотин ГЭС много рыб проходило на икрометание выше (преимущественно до Саратова). В значительно меньших количествах входит в Урал, поднимается до Уральска (и выше до Рубежного). Нерестилища имеются ниже Индерских гор, в 300—400 км от устья Урала. Единичные экземпляры входят в Терек, Самур, Сулак. Из рек Южного Каспия севрюга входит главным образом в Куру, заходит в Ленкоранку, Астару. По иранскому побережью входит в те же реки, что и осётр (Сефидруд и др.). Из Азовского моря на икрометание входит преимущественно в Кубань, меньше в Дон (Кубань всегда была «севрюжьей» рекой). Основные нерестилища севрюги в Кубани располагались между станицей Тбилисской и г. Кропоткином. Из Чёрного моря входит в Днепр, редко (но чаще белуги) в Днестр. Входит в Южный Буг, Дунай, Риони (до Кутаиси), отмечался заход и в другие реки севернее Риони: Ингури, Кодори и др.

## Описание
Рыло удлинённое, узкое и приплюснутое, его длина составляет 62—65 % длины головы. Нижняя губа прерывистая. Усики короткие, лишены бахромы. Между рядами жучек тело по бокам обычно покрыто звёздчатыми пластинками.
В первом спинном плавнике 40—46 лучей; в анальном 24—29 лучей; спинных жучек 11 — 14, боковых — 30—36, брюшных — 10—11; жаберных тычинок на 1-й жаберной дуге 24—26.
Средний промысловый вес волжской севрюги 8—9 кг, куринской — 7—8 кг, уральской — 5—10 кг, кубанской — 6—8 кг, донской — около 7—8 кг. Наибольший вес отмечен для Дуная — 80 кг, Куры — 70 кг, Дона — 67 кг. Известны помеси севрюги со стерлядью («севрюжая стерлядь» — в Волге, Дунае, Дону), с шипом («севрюжий шип» — в Урале, Куре).

## Биология
Проходная донная рыба. Севрюга питается беспозвоночными (ракообразными, червями) и рыбой (бычки, сельди и кильки). В Северном Каспии рацион молоди длиной до 10 см состоит в основном из бокоплавов; при длине от 10 до 29 см из нектобентоса (мизиды); при длине 30—40 см из рыб. В Среднем Каспии основу рациона вне зависимости от возраста составляют ракообразные (амфиподы, кумовые и мизиды); сеголетки длиной до 20 см питаются исключительно амфиподами; в возрасте 4 года севрюги начинают поедать рыбу. Рацион взрослых особей включает ракообразных, моллюсков, многощетинковыми червей и рыбу. Икра севрюги служит пищей шипам, стерляди, усачу, уклее, пескарю, гольцу, густере. В местах выпуска молоди с рыбозаводов на неё охотятся сомы.
Удалось получить жизнестойкие гибриды: стерлядь X севрюга и севрюга Х стерлядь, шип Х севрюга.

### Размножение и жизненный цикл
Нерестится в реках. По срокам ход севрюги в Волге, Урале, Тереке примерно одинаков. В Куру севрюга входит круглый год, холодной зимой и жарким летом в меньшем количестве. Икрометание в тех же местах, где нерестится осётр, кроме того, в дернистых участках берегов, временно затопляемых паводковыми водами . Начало нереста в мае при температуре воды +15 °С, пик при +18 — +20 °С.
Плодовитость 58,8 тыс. (самка 10 лет из Урала), 416 тыс. икринок (самка 19 лет). Средняя плодовитость в Урале 198, 5 тыс., в Волге — от 218 до 238 тыс. икринок.
В Урале сохранилось естественное воспроизводство. В других реках воспроизводство основано на заводском выращивании молоди. Осетровые рыбоводные заводы имеются в низовьях Куры (1954), Волги (1955) и Пехлеви (1971, Иран).
Икра донная, приклеивается к субстрату. Диаметр икринки 2,8—3,0 мм. Развитие продолжается от 44 до 80 часов. На нерестилищах большая масса икры поедается рыбами. Личинки скатываются в море, небольшая часть молоди задерживается в реке. В Волге скатывающиеся личинки имеют длину 30—85 мм, в Куре — 21—123 мм. На заводах икра развивается в обесклеенном состоянии.
| Возраст              | Сеголетки | 1     | 2     | 3     | 4     | 5     | 6     |
| -------------------- | --------- | ----- | ----- | ----- | ----- | ----- | ----- |
| Абсолютная длина, см | 12—29     | 22—39 | 31—54 | 40—67 | 54—77 | 68—80 | 77—86 |
| Средняя длина, см    | 19,3      | 29,8  | 43,7  | 55,1  | 64,2  | 75,5  | 81,9  |

| Река  | Возраст полового созревания, годы | Возраст полового созревания, годы | Возраст полового созревания, годы | Возраст полового созревания, годы |
| Река  | минимальный                       | минимальный                       | массовое созревание               | массовое созревание               |
| Река  | самцы                             | самки                             | самцы                             | самки                             |
| ----- | --------------------------------- | --------------------------------- | --------------------------------- | --------------------------------- |
| Урал  | 4                                 | 8                                 | 7—9                               | 11—13                             |
| Волга | 7                                 | 7                                 | 9—12                              | 11—15                             |
| Кура  | 8                                 | 8                                 | 10—13                             | 12—15                             |

### Миграции
Севрюга регулярно мигрирует на местах нагула, весной на север и в прибрежную полосу, а осенью обратно. На нерест в Урал севрюга заходит при температуре воды +5,4 — +7,2 °С. Вначале в уловах преобладают самцы, в разгар хода количество самцов и самок примерно одинаковое. Пик хода — в мае. В конце мая приплывают особи, которые отличаются от ранних яровых. В середине июня, когда уровень воды в реке резко падает, наблюдается разгар хода поздней яровой севрюги. В июне ход заканчивается. В дельте Волги севрюга начинает идти на нерест в начале апреля при температуре воды +3 — +9 °С. Пик хода в низовьях — конец апреля—май, выше дельты — июнь. В Куру севрюга заходит круглый год, наблюдаются два пика хода: в апреле—мае и октябре—ноябре. В Куре севрюга также бывает ранне- и позднеяровой.

## Взаимодействие с человеком
Среди осетровых Каспийского бассейна севрюга занимала первое место по величине добычи. В СССР уловы составляли до 10 тысяч тонн. В Иране в 1968—1971 годах ежегодно добывали 0,6—0,8 тысячи тонн севрюги. В 1995 году отечественный вылов севрюги в Чёрном и Азовском морях равнялся 0,3 тысячи тонн, а в 1996 году снизился до 0,15 тысячи тонн, в Каспии — в 1995 году 0,98 тысячи тонн, в 1996 году — 0,69 тысячи тонн. Общий вылов Россией севрюги составил (в тысячах т): 1997 год — 0,45; 1998 год — 0,34; 1999 год — 0,23; 2000 год — 0,18. В России севрюгу промышляли только в реках плавными сетями и механизированными закидными неводами. В морских территориальных водах Ирана севрюгу добывают ставными сетями.
У севрюги мясо отличается высокими вкусовыми качествами. Его заготавливают в охлаждённом и мороженом виде, ястыки используют для приготовления паюсной и зернистой икры, иногда в смеси с икрой других осетровых. Из спинной струны готовят визигу, из хрящей — консервы, а из плавательного пузыря — рыбий клей. Жирность тела севрюги не превышает 11 %, икры — 10 %.
Численность севрюги сокращается в результате загрязнения рек и браконьерства. Запасы севрюги формируются за счёт естественного воспроизводства и промышленного осетроводства (90 %). Объём выпуска молоди севрюги рыборазводными заводами ниже, чем осетра. Севрюгу разводят на Темрюкском осетровом рыбоводном заводе, Хиллинском осетровом рыборазводном заводе. С 2005 года промысел каспийской севрюги запрещён. С 2000 года вылов азовских осетровых запрещён. Международный союз охраны природы присвоил виду охранный статус «Виды на грани исчезновения».